# Kaiserpokal 2000
Der Kaiserpokal 2000 war die 80. Austragung des Kaiserpokals, des höchsten japanischen Fußballpokalwettbewerbs. Sieger des Wettbewerbs waren die Kashima Antlers.

## Ergebnisse

### 1. Runde
|                                  | Ergebnis        |                                |
| -------------------------------- | --------------- | ------------------------------ |
| Nirasaki Astros                  | 0:4             | Hōsei-Universität              |
| Universität Fukuoka              | 4:1             | Shimizu Commercial High School |
| Gunma FC Fortona                 | 0:2             | Consadole Sapporo              |
| Kusatsu Higashi High School      | 3:1             | Yamagata Chuo High School      |
| Teihens FC                       | 1:5             | Albirex Niigata                |
| Ritsumeikan-Universität          | 2:4             | Kunimi High School             |
| Gifu Technical High School       | 1:7             | Sagan Tosu                     |
| Kanagawa Teachers                | 1:0             | YKK                            |
| Ehime FC                         | 1:3             | Yokohama FC                    |
| Aichi-Gakuin-Universität         | 1:0             | Fukui Teachers                 |
| Iwami FC                         | 0:4             | Shonan Bellmare                |
| Universität Kōchi                | 1:1 (4:5 i. E.) | Kibi International University  |
| Hatsushiba Hashimoto High School | 0:5             | Oita Trinita                   |
| Sanfrecce Hiroshima U-18         | 0:1             | Ueda Gentian                   |
| Tenri-Universität                | 0:6             | Honda Motors                   |
| Nippon Steel Oita                | 4:2             | Nippon Steel Kamaishi          |
| FC Primeiro                      | 1:6             | Denso                          |
| Juntendō-Universität             | 3:2             | TDK                            |
| SC Tottori                       | 0:3             | Omiya Ardija                   |
| Universität Tokuyama             | 1:0             | Apple Sports College           |
| Kwansei-Gakuin-Universität       | 2:1             | Vegalta Sendai                 |
| Tochigi SC                       | 3:0             | Universität Hachinohe          |
| Matsushita Electric Iga Ueno     | 0:4             | Ventforet Kofu                 |
| Sony Sendai FC                   | 2:3             | Dohto-Universität              |
| Saga Kita High School            | 00:12           | Montedio Yamagata              |
| Sportuniversität Kanoya          | 1:4             | Jatco TT                       |
| Okinawa Kaiho Bank               | 0:3             | Mito HollyHock                 |
| Yokogawa Electric                | 1:1 (4:5 i. E.) | Hannan-Universität             |
| Saitama SC                       | 0:2             | Urawa Reds                     |
| NTT Kumamoto                     | 0:2             | Honda Lock                     |
| Universität Tsukuba              | 4:1             | Tōkai-Universität              |
| Sun Life                         | 0:5             | Otsuka Pharmaceutical          |

### 2. Runde
|                            | Ergebnis        |                               |
| -------------------------- | --------------- | ----------------------------- |
| Hōsei-Universität          | 2:3             | Universität Fukuoka           |
| Consadole Sapporo          | 6:0             | Kusatsu Higashi High School   |
| Albirex Niigata            | 2:0             | Kunimi High School            |
| Sagan Tosu                 | 6:0             | Kanagawa Teachers             |
| Yokohama FC                | 1:2             | Aichi-Gakuin-Universität      |
| Shonan Bellmare            | 3:0             | Kibi International University |
| Oita Trinita               | 7:0             | Ueda Gentian                  |
| Honda Motors               | 2:0             | Nippon Steel Oita             |
| Denso                      | 2:1             | Juntendō-Universität          |
| Omiya Ardija               | 4:1             | Universität Tokuyama          |
| Kwansei-Gakuin-Universität | 0:1             | Tochigi SC                    |
| Ventforet Kofu             | 2:1             | Dohto-Universität             |
| Montedio Yamagata          | 1:2             | Jatco TT                      |
| Mito HollyHock             | 2:0             | Hannan-Universität            |
| Urawa Reds                 | 9:0             | Honda Lock                    |
| Universität Tsukuba        | 1:1 (2:4 i. E.) | Otsuka Pharmaceutical         |

### 3. Runde
|                      | Ergebnis |                          |
| -------------------- | -------- | ------------------------ |
| Yokohama F. Marinos  | 2:0      | Universität Fukuoka      |
| Kyoto Purple Sanga   | 0:1      | Consadole Sapporo        |
| Verdy Kawasaki       | 2:1      | Albirex Niigata          |
| Kashima Antlers      | 2:1      | Sagan Tosu               |
| Júbilo Iwata         | 5:0      | Aichi-Gakuin-Universität |
| Nagoya Grampus Eight | 3:2      | Shonan Bellmare          |
| Gamba Osaka          | 4:1      | Oita Trinita             |
| Kashiwa Reysol       | 2:1      | Honda Motors             |
| Shimizu S-Pulse      | 3:0      | Denso                    |
| Avispa Fukuoka       | 4:2      | Omiya Ardija             |
| JEF United Ichihara  | 1:0      | Tochigi SC               |
| FC Tokyo             | 0:1      | Ventforet Kofu           |
| Vissel Kobe          | 2:1      | Jatco TT                 |
| Sanfrecce Hiroshima  | 7:0      | Mito HollyHock           |
| Kawasaki Frontale    | 0:2      | Urawa Reds               |
| Cerezo Osaka         | 2:1      | Otsuka Pharmaceutical    |

### Achtelfinale
|                     | Ergebnis         |                      |
| ------------------- | ---------------- | -------------------- |
| Yokohama F. Marinos | 2:1              | Consadole Sapporo    |
| Verdy Kawasaki      | 0:2              | Kashima Antlers      |
| Júbilo Iwata        | 2:0              | Nagoya Grampus Eight |
| Gamba Osaka         | 1:1 (10:9 i. E.) | Kashiwa Reysol       |
| Shimizu S-Pulse     | 1:0              | Avispa Fukuoka       |
| JEF United Ichihara | 3:1              | Ventforet Kofu       |
| Vissel Kobe         | 1:0              | Sanfrecce Hiroshima  |
| Urawa Reds          | 1:4              | Cerezo Osaka         |

### Viertelfinale
|                     | Ergebnis        |                     |
| ------------------- | --------------- | ------------------- |
| Yokohama F. Marinos | 1:1 (1:4 i. E.) | Kashima Antlers     |
| Júbilo Iwata        | 0:1             | Gamba Osaka         |
| Shimizu S-Pulse     | 3:1             | JEF United Ichihara |
| Vissel Kobe         | 2:2 (4:3 i. E.) | Cerezo Osaka        |

### Halbfinale
|                 | Ergebnis |             |
| --------------- | -------- | ----------- |
| Kashima Antlers | 3:2      | Gamba Osaka |
| Shimizu S-Pulse | 1:0      | Vissel Kobe |

### Finale
|                 | Ergebnis |                 |
| --------------- | -------- | --------------- |
| Kashima Antlers | 3:2      | Shimizu S-Pulse |